# 格利特雷豐納冰川
71°57′S 25°33′E / 71.950°S 25.550°E
格利特雷豐納冰川（Glitrefonna Glacier）是南極洲的冰川，位於東部南極洲的毛德皇后地，屬於南龍達訥山脈的一部分，處於貝格森山北面，該冰川由挪威的製圖師根據空中照片繪入地圖。